# Mountstuart Elphinstone

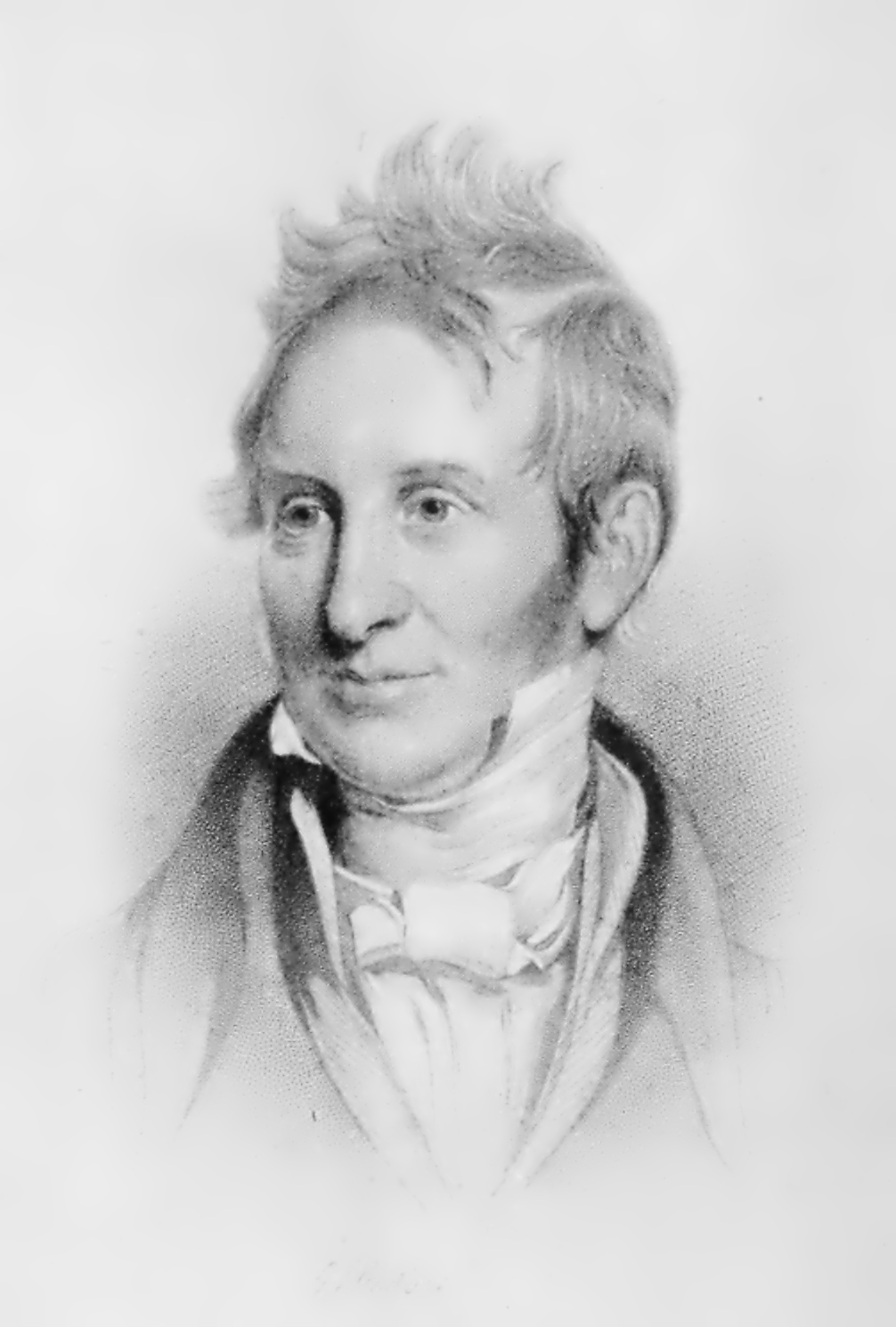
Mountstuart Elphinstone 1911

Mountstuart Elphinstone (* 6. Oktober 1779 in Dumbarton, West Dunbartonshire, Schottland; † 20. November 1859 in Hookward Park, Surrey) war ein britischer Kolonialverwalter in Indien sowie Geschichtsschreiber.

## Leben
Mountstuart Elphinstone war vierter Sohn des elften Lords Elphinstone, trat mit 18 Jahren in den öffentlichen Dienst in Bengalen ein, wurde Attaché des britischen Residenten am Hof des Peshwa Baji Rao II. (1796–1818), des Adoptivvaters von Nana Sahib, und machte als Adjutant von Arthur Wellesley, 1. Duke of Wellington die Schlacht von Assaye mit.
Nachdem er eine Zeit lang Resident in Nagpur und 1808 Gesandter in Kabul gewesen war, wurde er 1816 Resident am Hof des Peshwa der Marathen, und in wenigen Wochen gelang es seinem Scharfblick, den von jenem gesponnenen Verrat aufzudecken und bei Ausbruch des Dritten Marathenkrieges rechtzeitig Vorbereitungen für die Schlacht von Khadki zu beginnen.
1820 wurde er Gouverneur von Bombay und machte sich hier vor allem durch seinen „Elphinstone Code“, der seiner vorzüglichen Kürze und Klarheit wegen zum Gesetzbuch erhoben wurde, berühmt. Nach einer langen, besonders auch auf dem Gebiet der Erziehung und Ausbildung von Einheimischen, segensreichen Wirksamkeit kehrte er 1827 nach Großbritannien zurück, um sich dort ganz der literarischen Tätigkeit zu widmen.
Die Peerswürde und die Ämter eines Generalgouverneurs von Indien und von Kanada, die ihm (die erste zweimal) angeboten wurden, lehnte er ab. 1830 wurde er zum Mitglied der Royal Society of Edinburgh gewählt. Er starb am 20. November 1859 auf seinem Landsitz Hookward Park in Surrey.
Seine erste schriftstellerische Leistung war der Account of the Kingdom of Cabul (London 1819; 2. Aufl. 1842, 2 Bde.). Dann veröffentlichte er:
Opinions upon some of the leading questions, co nected with the government of British India (1831) und als das Hauptwerk seines Lebens die erste umfassende, durchweg auf die besten orientalischen, insbesondere persischen, Quellen sich stützende Geschichte Indiens: A history of India: the Hindoo and Muhammedan periods (1841; 5. Aufl., mit Anmerkungen von Cowell, 1866), deren Einleitung sogar in das Marathische (Puna 1855) übersetzt wurde.

## Dedikationsnamen
Die Nilgiritaube trägt zu seinen Ehren das Artepitheton elphanstonii.

## Biographien
- G. W. Forrest: Selection from the minutes and other official writings of the Mountstuart Elphinstone . London 1884.
- Henry Thomas Colebrooke: Life of the Honourable Mountstuart Elphinstone. London 1884, 2 Bde.
- J.S. Cotton: Mountstuart Elphinstone („Rulers of India“ series). London 1892.

## Einzelbelege
1. ↑  Fellows Directory. Biographical Index: Former RSE Fellows 1783–2002. (PDF) Royal Society of Edinburgh, archiviert vom Original (nicht mehr online verfügbar) am 18. September 2020; abgerufen am 3. Dezember 2019.  Info: Der Archivlink wurde automatisch eingesetzt und noch nicht geprüft. Bitte prüfe Original- und Archivlink gemäß Anleitung und entferne dann diesen Hinweis.
2. ↑  Bo Beolens, Michael Watkins: Whose Bird? Men and Women Commemorated in the Common Names of Birds. Christopher Helm, London 2003, S. 205.

Dieser Artikel basiert auf einem gemeinfreien Text aus Meyers Konversations-Lexikon, 4. Auflage von 1888 bis 1890.
| Personendaten    | Personendaten                  |
| ---------------- | ------------------------------ |
| NAME             | Elphinstone, Mountstuart       |
| KURZBESCHREIBUNG | schottischer Chronist          |
| GEBURTSDATUM     | 6. Oktober 1779                |
| GEBURTSORT       | Dumbarton, West Dunbartonshire |
| STERBEDATUM      | 20. November 1859              |
| STERBEORT        | Surrey                         |